# چرخ‌ریسک-سنگ‌چشم شمالی
چرخ‌ریسک-سنگ‌چشم شمالی (نام علمی: Falcunculus whitei) گونه‌ای از پرندگان از خانواده Falcunculidae است. در منطقه کیمبرلی در شمال غربی استرالیا و انتهای بالای قلمرو شمالی یافت می‌شود.